# Fachgruppe Trinkwasserversorgung
Die Fachgruppe Trinkwasserversorgung (FGr TW) als Fachgruppe des THW betreibt bei allen Schadenlagen die Trinkwasseraufbereitung und -versorgung. Sie betreibt hierzu mobile Trinkwasser-Aufbereitungsanlagen. Sie fördert, lagert, transportiert und verteilt Trinkwasser unter laufender Qualitätskontrolle. Zur Behebung von Gefahren und Notständen führt sie unaufschiebbare Instandsetzungsarbeiten an Wasserversorgungsanlagen durch, baut bzw. repariert Wasserförderstrecken, regeneriert Brunnen und wirkt beim Betrieb von Notbrunnen mit. Sie arbeitet technisch und personell eng mit Wasserversorgungsunternehmen (WVU) und nach deren Weisung zusammen. Die Fachgruppen Trinkwasserversorgung wurden als Nachfolge für einen Teil der früheren Instandsetzungszüge geschaffen.

## Fahrzeuge/Ausstattung
Die Fachgruppe ist wie dargestellt Teil des Technischen Zuges und unterhält
- 2× LKW LBW 7 t (Alternativ auch LKW 22 t) mit Ladebordwand
- Anhänger 5 t, Plane/Spriegel
- Trinkwasseraufbereitungsanlage UF15 (TWAA), modulare Aufbauweise mit 15.000 Litern Leistung pro Stunde[1]

## Personal/Stärke
Kurzform:
0/3/15/18
Funktions- und Helferübersicht:
- 1 Gruppenführer
- 2 Truppführer
- 15 Fachhelfer

In der Fachgruppe Trinkwasserversorgung werden durch die 15 Fachhelfer folgende Zusatzfunktionen besetzt (Doppel-Zusatzfunktionen notwendig, z. B.: Kraftfahrer und Sprechfunker):
- 4 Maschinisten Trinkwasseraufbereitungsanlage
- 3 Wasserlaboranten
- 4 Kraftfahrer CE / Sprechfunker
- 3 Sanitätshelfer
- 1 THW-Schweißer/Brennschneider
- 2 PE/PVC-Schweißer

Bundesweit sind 8 Fachgruppen Trinkwasserversorgung aufgestellt.
Aufgaben der einzelnen Funktionen:

### Gruppenführer Trinkwasserversorgung (GrFü TW)
Der Gruppenführer hat die Verantwortung für die personelle und materielle Einsatzbereitschaft seiner Gruppe.
Er wirkt bei der Erstellung der Dienst- und Ausbildungspläne für die Fachgruppe Trinkwasserversorgung mit.
Der Gruppenführer leitet die Helfer seiner Fachgruppe zur Bewältigung von Einsatzaufgaben fachlich an und berät den Zugführer / Einsatzleiter insbesondere in Fragen der Fachkunde seiner Gruppe.

### Truppführer Trinkwasserversorgung (TrFü TW)
Der Truppführer führt die Helfer seines Trupps und leitet sie fachlich an zur Bewältigung von Einsatzaufgaben, die der fachtechnischen Ausrichtung und Aufgabenstellung der Gruppe entsprechen, und zur allgemeinen Unterstützung anderer Einheiten, Einrichtungen und Organisationen. Das schließt die Herstellung und Erhaltung von Verbindungen zu übergeordneten und nachgeordneten Stellen mit ein.

### Maschinist Trinkwasseraufbereitungsanlage (MaschTWAA)
Er bedient die Trinkwasseraufbereitungsanlage nach Weisung des Gruppenführers und führt einfache Trinkwasseruntersuchungen durch. Der Maschinist betreut außerdem die Anlage, um ihre Betriebsfähigkeit, Betriebssicherheit und die Hygiene zu gewährleisten. Die Ausbildung richtet sich nach der Anlage, die zu betreiben ist: Für jede einzelne gibt es einen eigenen Lehrgang „Maschinist TWAA“. Weiterhin besucht der angehende Maschinist noch den Lehrgang „Betriebsanalytik TWAA“ und erhält jährlich eine Belehrung nach Lebensmittelhygieneverordnung.

### Trinkwasserlaborant (Lab TW)
Um in der Trinkwasseraufbereitung eine effiziente Arbeit leisten zu können, muss sowohl das Rohwasser als auch das Reinwasser auf physikalische, chemische und biologische Eigenschaften hin untersucht werden. Hierzu gehört auch die Erkundung nach nutzbaren Wasservorkommen.
Aufgrund der Eigenschaften des Rohwassers ist der Laborant in der Lage, die Verfahrensschritte der Wasseraufbereitung so zu gestalten und zu kombinieren, dass im Einsatz mit möglichst geringem Aufwand ein hygienisches und trinkbares Wasser gewonnen werden kann.
Weiterhin obliegt ihm die ständige Kontrolle der Qualität des produzierten Reinwassers. Er ist damit auch verantwortlich für die Überwachung der Einhaltung der Grenzwerte und das Aussprechen von Empfehlungen für nötige Maßnahmen. Der Trinkwasserlaborant ist durch eine Ausbildung in einem naturwissenschaftlichen Beruf sowie eine darauf aufbauende Ausbildung in der Trinkwasseranalytik durch die THW-Bundesschulen qualifiziert.

### PE-/PVC-Schweißer (PSw)
Ist es nötig, zum Transport von Wasser Leitungen zu verlegen, schweißt oder klebt der PE-/PVC-Schweißer PE-/PVC-Rohre zusammen und stellt so unlösbare Verbindungen zwischen ihnen her.
Weiterhin achtet er auf die Gebrauchsfähigkeit und vor allem auf die Betriebssicherheit seiner Schweißausstattung. Seine Ausbildung besteht aus den Lehrgängen „Fügen und Verlegen von PVC-Leitungen“ und „Fügen und Verlegen von PE-Leitungen“.

### THW-Schweißer / Brennschneider (SBr)
Er stellt metallene Hilfskonstruktionen her und fügt Rohre und Halbzeuge zusammen.
Dazu gehören Schweißarbeiten zur sicheren Schaffung von Festpunkten, zur behelfsmäßigen Schaffung von Stütz- und Aussteifungselementen, sowie bei nichtabnahmepflichtigen Stahlbau- und Reparaturarbeiten. Mittels Brennschneiden trennt er Metallprofile und Bleche, bzw. kann auch Wegsamkeiten durch metallene Hindernisse schaffen.
Die Betriebssicherheit seiner Ausstattung obliegt ebenfalls seiner Sorge.
Es ist von Vorteil, wenn der THW-Schweißer / Brennschneider Vorkenntnisse aus einem metallverarbeitenden Beruf mitbringt. Darauf bauen dann die Lehrgänge „Thermisches Brennen“ und „Schweißen im THW“ auf.

### Kraftfahrer CE (Kf CE)
Er fährt und betreut das Einsatzfahrzeug der Fachgruppe. Hierzu gehört nicht nur vorschriftsmäßiges und sicherheitsbewusstes Fahren im Einsatz, sondern auch die Pflege des Fahrzeugs, die Überwachung der Prüffristen und die Maßnahmen zur Materialerhaltung. Auch die Fürsorge für dazugehöriges Gerät fällt unter seine Aufgaben. Die Voraussetzungen, um Kraftfahrer zu werden, sind der Führerschein der Klasse CE und eine zweiteilige „Bereichsausbildung Kraftfahrer“.

### Sprechfunker (SprFu)
Der Sprechfunker ist für Informationsaustausch über Funk zuständig. Er errichtet Funkstellen und unterhält die Sprechfunkverbindungen seiner Teileinheit. Er sorgt auch für den gebrauchsfähigen Zustand der Geräte. Um diese Position zu erfüllen, absolviert der Helfer die „Bereichsausbildung Sprechfunk“.

### Sanitätshelfer (SanHe)
Im Falle leichter Blessuren sorgt der „Sanhelfer“ für Abhilfe. Er führt Erste-Hilfe-Maßnahmen durch und kann im Einsatz an Leichtverletzten die sanitätsdienstliche Betreuung übernehmen. Er sorgt auch für die Vollständigkeit und Verwendbarkeit der Sanitätsausstattung der Fachgruppe. Seine Qualifikation erlangt er durch die „Bereichsausbildung Sanitätshelfer“, die er durch regelmäßige Auffrischungslehrgänge ergänzt.